# Kosmid
Kosmidy – sztucznie wytworzone wektory do klonowania oparte na genomach bakteriofagów E. coli, mające zastosowanie w inżynierii genetycznej. Kosmidy tworzy się łącząc plazmidy z sekwencją cos bakteriofaga λ, przyjmują one formę konkatamerów. Dzięki temu tego rodzaju wektor zyskuje właściwości charakterystyczne zarówno dla plazmidu jak i dla faga; sekwencja cos gwarantuje cząsteczce rozpoznanie jej jako „genom λ” przez białka pakujące DNA do cząstek faga λ. Cząstki zawierające kosmidowy DNA nie umożliwiają syntezy nowych cząstek faga, natomiast replikują się jako plazmidy, nie niszcząc komórek gospodarza. DNA do sklonowania uzyskuje się z kolonii zainfekowanych bakterii. Replikacja kosmidów jest bardziej czasochłonna niż replikacja plazmidów (ze względu na duże rozmiary wprowadzonego obcego DNA), a liczba kopii kosmidów jest niższa niż plazmidów w danej komórce. Dzięki kosmidom możliwe jest klonowanie długich fragmentów DNA (do około 45 kb), na co nie pozwala użycie plazmidów. Opracowano także wektory PAC, będące bardziej rozbudowaną wersją kosmidów, dzięki czemu pojemność wektora wzrasta.